# Nonnula brunnea
Nonnula brunnea là một loài chim trong họ Bucconidae.